# Triigi (Sarema)
Triigi – wieś w Estonii, w prowincji Sarema, w gminie Leisi.